# Kienheim
Kienheim település Franciaországban, Bas-Rhin megyében. Lakosainak száma 540 fő (2022. január 1.). Kienheim Berstett, Durningen és Gougenheim községekkel határos.

## Népesség
A település népességének változása:
| Lakosok száma | 586  | 577  | 574  | 553  | 551  | 549  | 545  | 542  | 540  |
|               | 2013 | 2015 | 2016 | 2017 | 2018 | 2019 | 2020 | 2021 | 2022 |